# NGC 2244
NGC 2244（Caldwell 50、Melotte 47）はいっかくじゅう座のバラ星雲の中に位置する散開星団である。この星団は、いくつかのO型の恒星を含み、超高温の恒星は多量の放射線と恒星風を発している。